# Leptonotis perplexus
Leptonotis perplexus är en snäckart som först beskrevs av Suter 1907.  Leptonotis perplexus ingår i släktet Leptonotis och familjen Hipponicidae. Inga underarter finns listade i Catalogue of Life.